# شريط مثقب

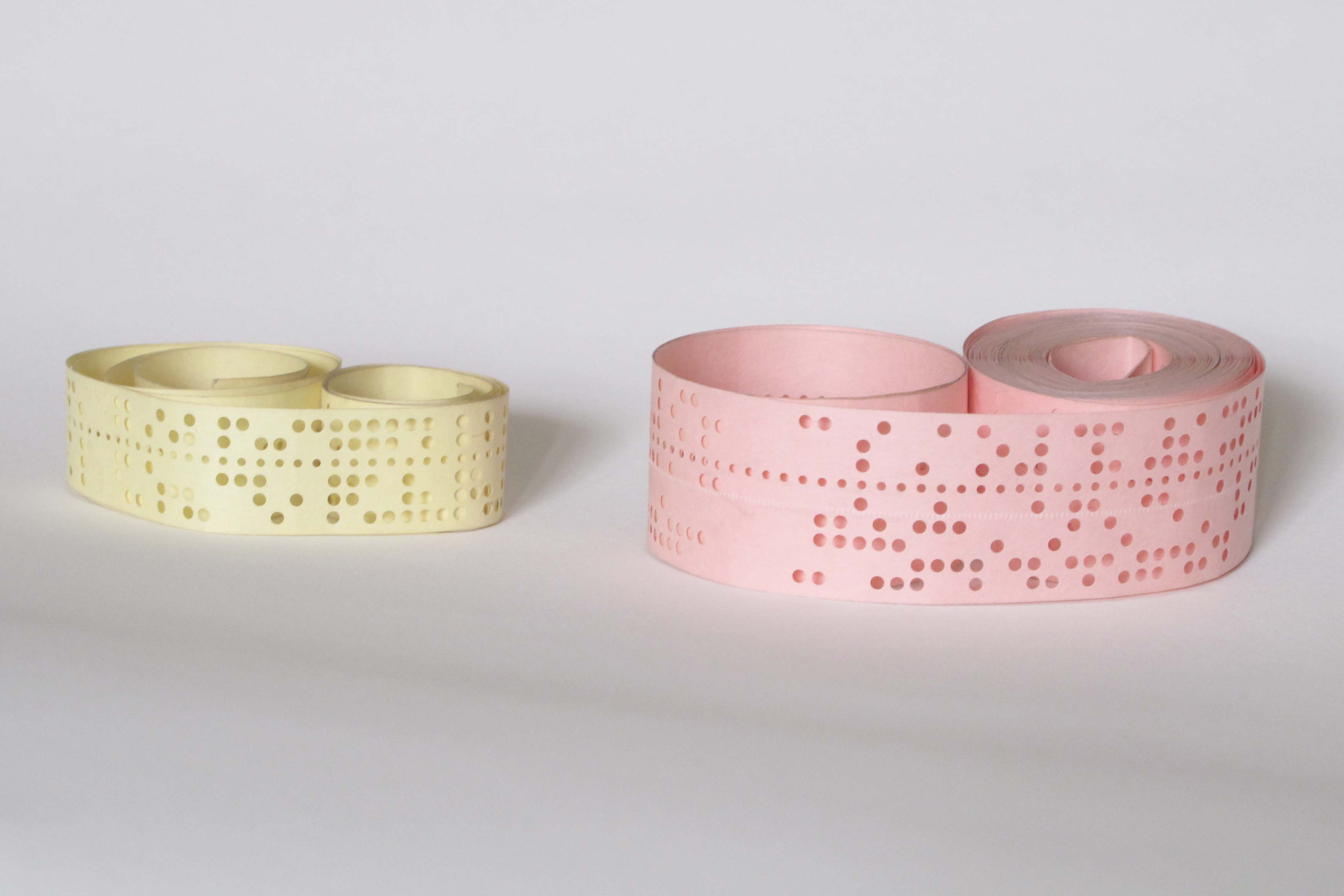
شريط ورقب مثقب بعرض ثمانية ثقوب وخمسة ثقوب

الشريط المثقب (بالإنجليزية: Punched tape)‏ أو شريط ورقي مثقب هو شكل من أشكال تخزين البيانات، ويتألف من شريط طويل من الورق يثقب فيه لتخزين البيانات. اندثرت حاليًّا بشكل تام، كان يستخدم على نطاق واسع خلال فترة طويلة من القرن العشرين للطابعة المتصلة عن بعد والاتصالات، لإدخال البيانات إلى أجهزة الحاسوب من 1950s و1960s، وبعد ذلك كوسط للتخزين وآلة التصنيع باستخدام الحاسوب.

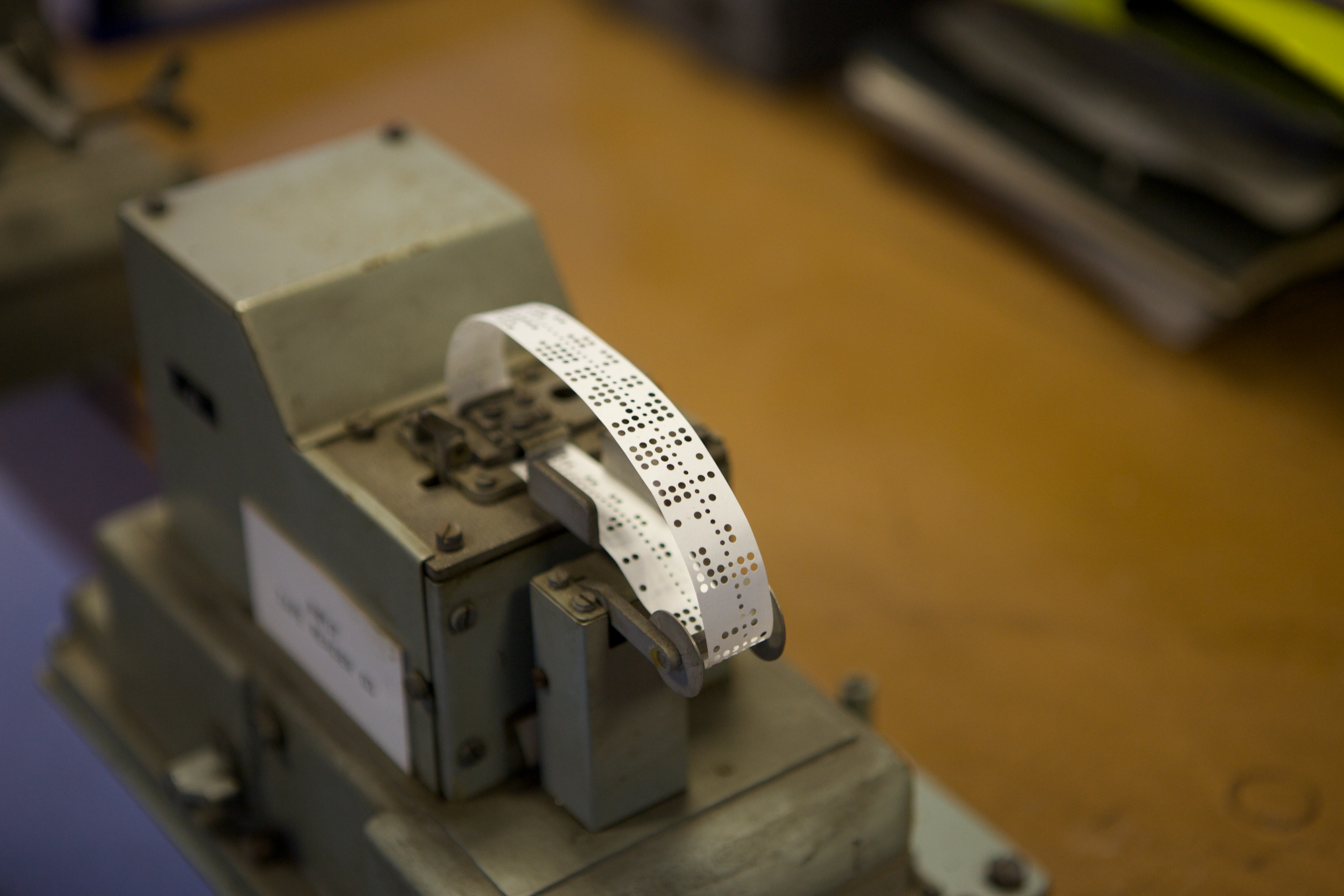
قارئ شريط ورقي على كومبيوتر من جيل مبكر مع قطعة صغيرة من شريط ذو خمسة ثقوب متصلة في دائرة - معدة لأغراض الاختبار